# Gröstorp
Gröstorp är en by i Simrishamns kommun som ligger mellan Gladsax och Simrishamn. Gröstorp ligger dels i Gladsax socken, dels i Järrestads socken i Järrestads härad. Tommarpsån passerar byn. SCB avgränsade här år 1990 samt från år 2000 till 2023 en småort och år 1995 och  från 2023 en tätort. 

## Befolkningsutveckling
| Befolkningsutvecklingen i Gröstorp 1960–2015                                                     | Befolkningsutvecklingen i Gröstorp 1960–2015 | Befolkningsutvecklingen i Gröstorp 1960–2015 | Befolkningsutvecklingen i Gröstorp 1960–2015 | Befolkningsutvecklingen i Gröstorp 1960–2015 |
| ------------------------------------------------------------------------------------------------ | -------------------------------------------- | -------------------------------------------- | -------------------------------------------- | -------------------------------------------- |
|                                                                                                  |                                              |                                              |                                              |                                              |
| År                                                                                               |                                              |                                              | Folkmängd                                    | Areal (ha)                                   |
| 1960                                                                                             | 1960                                         |                                              | 191                                          | ¤                                            |
| 1990                                                                                             | 1990                                         |                                              | 172                                          | 11#                                          |
| 1995                                                                                             | 1995                                         |                                              | 203                                          | 18                                           |
| 2000                                                                                             | 2000                                         |                                              | 192                                          | 18#                                          |
| 2005                                                                                             | 2005                                         |                                              | 190                                          | 18#                                          |
| 2010                                                                                             | 2010                                         |                                              | 184                                          | 20#                                          |
| 2015                                                                                             | 2015                                         |                                              | 163                                          | 41#                                          |
| Anm.: Ny tätort 1995. Ej tätort 2000. ¤ Som tätortsbebyggelse med 150-199 invånare # Som småort. |                                              |                                              |                                              |                                              |

## Samhället
I byn finns många säsongsboende samt ett vandrarhem med pub, Bengtssons loge. 

## Idrott
Gröstorps IF spelar sedan ett antal år tillbaka i Elitserien i bordtennis, med en semifinal 2008 som bästa resultat.